# Witbaardhoningeter
De witbaardhoningeter (Territornis albilineata) is een endemische vogel uit het noorden van Australië.

## Beschrijving
De witbaardhoningeter is een honingeter uit het geslacht Territornis met een lengte van 19 cm. Honingeters uit dit geslacht lijken sterk op elkaar en onderscheiden zich van elkaar door het verspreidingsgebied waarin ze voorkomen en hun roep. De witbaardhoningeter heeft een witte vlek op de oorstreek die via een klein streepje over gaat in een zilverwitte "teugel" (horizontaal streepje op de kop in verlengde van mondhoek). Verder is de vogel olijfbruin van boven en lichter van onder. De in 2008 afgesplitste soort Territornis fordiana (Kimberleyhoningeter) heeft een lichtere ondervleugel en buik.

## Verspreiding en leefgebied
Het verspreidingsgebied van de witbaardhoningeter is klein. Er is een populatie in het noorden van het Noordelijk Territorium (Arnhemland). De populatie in Kimberley is afgesplitst als aparte soort. Het leefgebied is struikgewas of bosjes met bloeiende Eucalyptus rond waterlopen en bronnen.

## Status
De grootte van de populatie is niet gekwantificeerd maar de soort wordt omschreven als algemeen. Op de Rode lijst van de IUCN heeft deze soort de status niet bedreigd.